# Amorphophallus cirrifer
Amorphophallus cirrifer är en kallaväxtart som beskrevs av Otto Stapf. Amorphophallus cirrifer ingår i släktet Amorphophallus och familjen kallaväxter. Inga underarter finns listade.